# 9708 Gouka
9708 Gouka (4140 T-3) là một tiểu hành tinh vành đai chính.